# Open ICEcat
Open Icecat — вільний безкоштовний каталог описів товарів. Кінцева мета діяльності проекту — створення всесвітнього безкоштовного каталогу продукції. Кінцеві користувачі ресурсу — дистриб'ютори, реселлери, ретейлери, web-сервіси вибору товарів і порівняння цін, а також системи планування ресурсів самих виробників продуктів по всьому світу.
Open Icecat не варто плутати із невільними комерційними каталогами, зокрема Full Icecat компанії Icecat Inc, Gfk/Etilize або Cnet.

## Історія розвитку
Проект Open Icecat був запущений 2005 року за ініціативи Мартайна Хохефіна (нід. Martijn Hoogeveen) у Вільному університеті Нідерландів, Амстердам, за підтримки 20 IT-виробників, серед яких були Hewlett-Packard, Toshiba, Fujitsu, IBM та Lenovo. У 2007 році їх кількість збільшилась до 90, до проекту приєдналися корпорації Sony, Philips, Kodak. До кінця 2009 року кількість співпрацюючих виробників зросла до 200. Станом на січень 2011 року із Open Icecat співпрацюють понад 250 виробників, каталог надає описи товарів понад 33 мовами, зокрема англійською, німецькою, російською, французькою, іспанською, китайською, японською, португальською, нідерландською тощо.

## Інтеграція
Вихідні описи товарів доступні для вільного завантаження у форматах XML і URL. Можлива інтеграція із відкритими платформами електронної комерції Magento, Batavi, PrestaShop, ZenCart, OsCommerce.

## Підтримувані стандарти
- GTIN, включаючи European Article Number та Universal Product Code
- UNSPSC для категоризації
- XML, включаючи відкриті каталоги DTD та XSD
- HTML для ASP/URL-версії каталогу
- UTF-8
- ISO 3166-1 alpha-2 коди країн
- ISO 639-1 коди мов